# Lissonota shenefelti
Lissonota shenefelti là một loài tò vò trong họ Ichneumonidae.